# Rouvray-Sainte-Croix
Rouvray-Sainte-Croix is een gemeente in het Franse departement Loiret (regio Centre-Val de Loire) en telt 153 inwoners (2005). De plaats maakt deel uit van het arrondissement Orléans.

## Geografie
De oppervlakte van Rouvray-Sainte-Croix bedraagt 9,5 km², de bevolkingsdichtheid is 16,1 inwoners per km².
De onderstaande kaart toont de ligging van Rouvray-Sainte-Croix met de belangrijkste infrastructuur en aangrenzende gemeenten.

## Demografie
Onderstaande figuur toont het verloop van het inwonertal (bron: INSEE-tellingen).